# César Mascarelli
César Mascarelli, né le 23 novembre 1836 à Nice (alors province de Nice du royaume de Sardaigne) et mort le 17 août 1905 dans la même ville, est un peintre paysagiste.

## Œuvres
Ses œuvres les plus représentatives sont des paysages de la Côte d'Azur dont son  Chemin de Beaulieu à Saint Jean conservé au Musée des beaux-arts de Nice.
Il est cité dans "Nice historique

« On reconnaîtra sans difficulté dans cette rapide définition d'un style de nombreux artistes niçois au premier rang desquels Charles Garacci, Jules Defer, César Mascarelly, Joseph Fricero et les Trachel. Leur peinture se caractérise par la recherche du pittoresque, de la couleur locale, et illustre un vaste mouvement d'intérêt pour les us et coutumes régionaux »

— Sylvain AMIC, Consonances Européennes du paysage niçois, un chapitre de Le Pays de Nice et ses Peintres au XIXe siècle, Nice historique, Academia nissarda.
L' Acadèmia Nissarda est une société savante fondée à Nice en 1906